# Igreja de São Brás (São Brás)

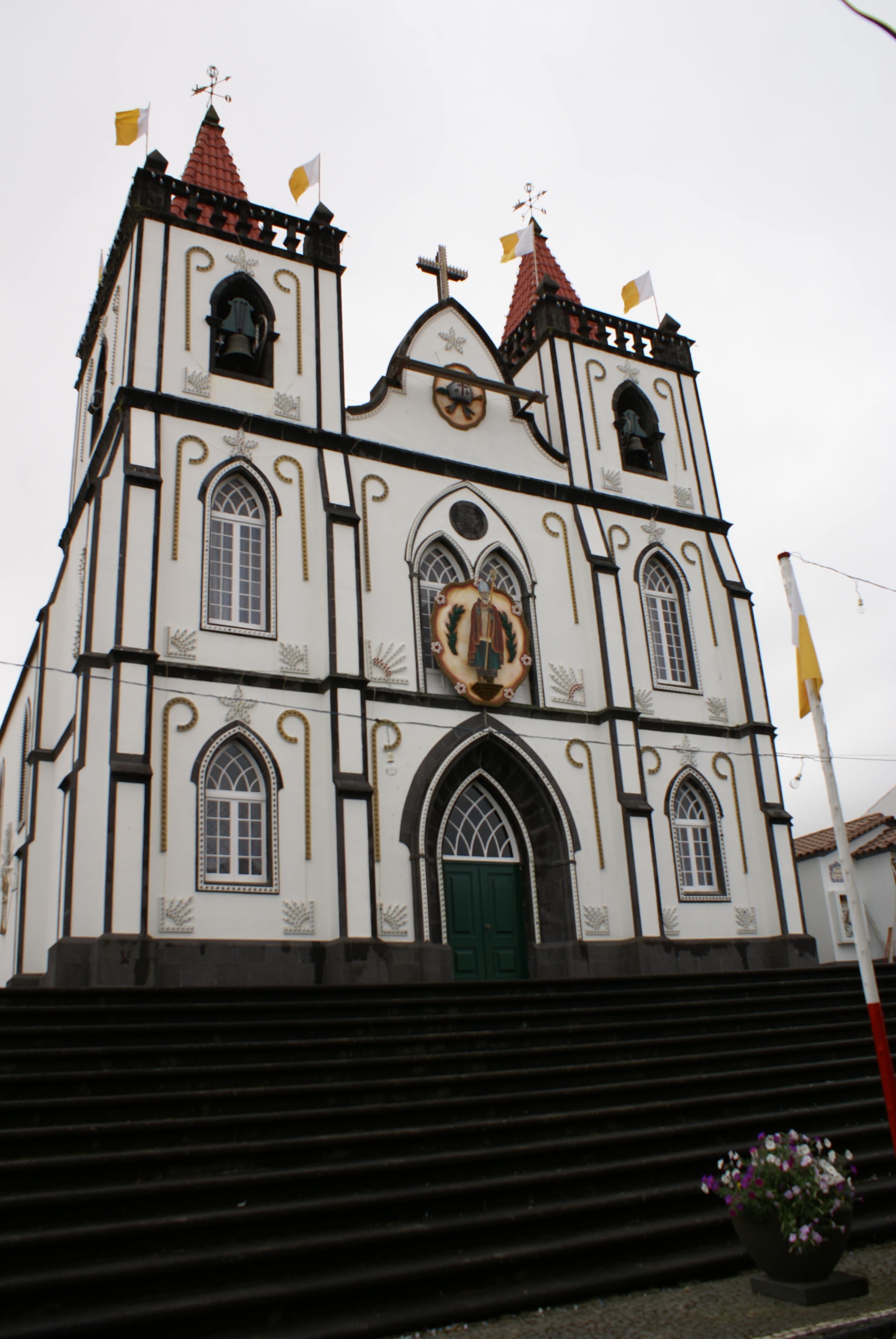
Igreja de São Brás, São Brás, Ribeira Grande.

A Igreja de São Brás (São Brás) é um templo cristão português localizado na freguesia de São Brás no concelho da Ribeira Grande na ilha açoriana de São Miguel.
Este templo cuja fundação data do Século XIX caracteriza-se pela sua arquitectura neogótica e pela sua posição geoestratégica localizada num lugar alto, de destaque em relação ao povoado.
Encontra-se rodeado por um adro plano acessível por uma escadaria que envolve o templo pela frente e pelo lado esquerdo.
Esta igreja é formada pelo corpo principal, de forma rectangular, em que estão incluídas as naves e as suas duas torres sineiras.
O corpo principal é relativamente estreito e acomoda a capela-mor sendo ladeado por outros dois corpos anexos, adossados a cada um dos lados do corpo principal, e que correspondem à sacristia e a salas de arrumos.
A fachada está divida em três secções correspondendo estas a largura das respectivas naves. A parte central é mais larga e aloja a porta de entrada no templo. As outras duas secções laterais, são ambas simétricas, e alojam as torres sineiras.
Estas estruturas são divididas por três níveis e separadas por cornijas.
O primeiro andar detêm uma porta axial que se encontra ladeada por uma janela em cada uma das secções laterais. No segundo nível, existem duas janelas geminadas sobre a porta e uma janela em cada uma das torres sineiras. No último andar, as torres têm um vão de sino em cada uma das três faces expostas e encontra-se rematados por uma balaustrada de onde sobressaem os pináculos nos vértices, que enquadra um coruchéu piramidal quadrangular revestido a telha.
A parte central do templo é encimada por um frontão que se encontra delimitado por uma cornija mistilínea que foi rematada em arco quebrado e encimada por uma cruz.
No tímpano do templo encontram-se os atributos episcopais que são alusivos ao padroeiro, São Brás, em relevo. Todos se encontram rematados em arco quebrado.
A "janela dupla" que se encontra no módulo central encontra-se enquadrada por uma arco quebrado cujo tímpano foi dotado por um elemento circular em cantaria de basalto onde é possível ler "S. / BRAZ / 1886". Os cunhais das torres foram reforçados por contrafortes nos dois primeiros níveis.
No interior do templo as três naves foram separadas por duas fiadas de três arcos de volta inteira que se encontram apoiados em pilares de secção circular, com bases de formato octogonal. A porta principal dá acesso a um triplo nártex que é composto pelos pisos térreos das torres e pelo espaço que fica entre elas.
Na secção do lado da epístola existe uma escadaria que dá acesso ao coro que se encontra centralizado sobre os espaço do vestíbulo, e detêm um ligeiro balanço sobre o primeiro tramo das naves, mais pronunciado na nave central.
A contar da entrada, no segundo pilar, ao lado do evangelho, encontra-se um púlpito em forma de consola, dotado de escada de acesso em espiral. Tanto esta escada como a guarda da púlpito em estilo neogótico, foram elaborados em madeira envernizada.
Existe uma porta de comunicação com o exterior ao meio das paredes das naves laterais, sendo que mais perto da cabeceira há uma outra porta, também de cada lado, embora menor no lado do evangelho, no acesso ao vestíbulo da sacristia e a do lado da epístola ao anexo de arrumos.
A sacristia tem um vestíbulo onde há um pequeno lavabo em pedra. Nas paredes das naves laterais, a eixo de cada tramo, existe uma janela acima do nível das portas.
Todas as portas e janelas deste templo foram rematadas em arco quebrado.
A capela-mor é profunda e foi elaborado com cobertura em forma abobadada de berço e dotado com um retábulo revivalista em talha dourada e escaiolada.
Neste templo existe um cadeiral de madeira. O arco triunfal, elaborado em volta inteira, tem praticamente a mesma largura da nave. Em cada um dos lados do arco triunfal, no topo das naves laterais, existe um retábulo de características eclécticas elaborado em madeira envernizada. A cabeceira da igreja foi elevada em relação às naves por um conjunto de degraus.
O edifício propriamente dito foi edificado em alvenaria de pedra basáltica rebocada e pintada de branco, excepto os arcos que dividem as naves, o lavabo, a consola do púlpito, o soco, as cornijas, as molduras dos vãos, a balaustrada e os elementos decorativos que são em cantaria à vista.
Os contrafortes têm as arestas feitas com cantaria a descoberto. A cobertura do corpo principal é de duas águas, em telha de meia-cana tradicional, com telhão na cumeeira e beiral simples.
Na fachada principal, numa pedra circular é possível ler-se: "1886", ano em que os mestres terminaram a fachada.
A Casa Paroquial encontra-se na continuidade do corpo da sacristia.

### História e construção da igreja
Conta-se que o proprietário da ermida, construída em espaço hoje ocupado pelo jardim, não estava contente por ver, todas as vezes que havia actos religiosos, tamanho bulício perto de sua casa isso mesmo terá levado a mudar, às escondidas a imagem de São Brás para o pico de São  Brás, onde existia uma outra ermida, com o intuito de afastar o povo da sua ermida; no entanto, o povo, julgando ver naquela mudança algum ato sobrenatural, transportou o santo em procissão para a sua ermida anterior. A cena repetiu-se algumas vezes, o que originou o dito anedótico: "São Brás fugiu para o pico". 
A pequena ermida, localizada no centro do povoado já não comportava todos os fiéis e, por isso, muitos desses ficavam no adro, durante os atos religiosos. Assim, foi decidido construir uma nova igreja. Francisco Augusto Serpa foi encarregado do projeto de construção, datado de 1864; o Conde de Fonte Bela doou o terreno necessário. As obras arrancaram em 1879. 
Para conseguir o financiamento necessário à execução da obra, o Padre Monte Bastos conseguiu tirar dinheiro por toda a ilha (ele próprio pediu esmola em Ponta Delgada), mas com especial incidência nas freguesias vizinhas. As primeiras esmolas, chegar ainda em 1868. Muitas contribuições anónimas chegaram às mãos do cura, sobretudo em géneros, que eram depois arrematados. O governo também financiou a obra (verba escassa, se comparada com outras de particulares). Entre os benfeitores com dádivas maiores, encontram-se o marquês da Praia e Monforte, o bispo da diocese, D.João Maria e o doutor Pedro Jácome Correia. 
Os emigrantes também enviaram as suas contribuições; chegou dinheiro das ilhas Sandwich, da Terra Nova, da Califórnia e do Brasil. Em dezembro de 1879, deu-se início das pedras de lavoura. 
Procedeu-se à benção da primeira pedra a 3 de agosto de 1880. Os primeiros mestres pedreiros foram os Couto, viriam a acabar o contrato em março de 1880. A partir dessa altura as obras prosseguiram sobre orientação do mestre Manuel de Sousa. Outras obras continuaram até abril de 1887. Nos dois meses seguintes, o mestre Manuel de Sousa esteve a preparar pedras de volta para os arcos das colunas. 
Ao mesmo que se construía a igreja, também se fazia o cemitério, que, na entrada, tem a data de 1888. A cobertura da igreja só veio a ser feita em 1890, de Abril a Setembro. Em 23 de Junho de 1891, o Cura Monte Bastos fechou contas com a igreja, coberta e com portas e vidraças. O custo total da obra foi de 2$8,81478 reis. 
O centenário da igreja celebrou-se a 18 de Agosto de 1996.
A igreja em 1896, quando foi acabada, apresentava apenas uma torre sineira. Em 1962,  foram inauguradas as duas torres sineiras da igreja,  devido ao facto da torre anterior apresentar um perigo de colapso. O responsável, na altura, pelo planeamento e desenho das duas torres foi o marceneiro Jacinto Arruda, natural da freguesia, no tempo em que padre António Raposo era o pároco de São Brás.
As duas torres sineiras distinguem a igreja de São Brás das outras da ilha.